# Kao Liao (huyện)
Kao Liao (tiếng Thái: เก้าเลี้ยว) là một huyện (amphoe) của tỉnh Nakhon Sawan, phía bắc Thái Lan.

## Lịch sử
Tiểu huyện (King Amphoe) được lập ngày 1 tháng 10 năm 1969, khi 5 tambon đã được tách ra từ huyện Banphot Phisai. Tiểu huyện được chính thức nâng cấp thành huyện ngày 28 tháng 6 năm 1973.

## Địa lý
Các huyện giáp ranh (từ phía bắc theo chiều kim đồng hồ) là Banphot Phisai của tỉnh Nakhon Sawan, Pho Thale của tỉnh Phichit, và Chum Saeng và Mueang Nakhon Sawan của Nakhon Sawan.

## Hành chính
Huyện này được chia thành 5 phó huyện (tambon), các đơn vị này lại được chia ra thành 44 làng (muban). Kao Liao là một thị trấn (thesaban tambon) nằm trên toàn bộ tambon Kao Liao. Có 4 Tổ chức hành chính tambon.
| STT | Tên       | Tên tiếng Thái | Số làng | Dân số |  |
| --- | --------- | -------------- | ------- | ------ |  |
| 1.  | Maha Phot | มหาโพธิ         | 5       | 5.986  |  |
| 2.  | Kao Liao  | เก้าเลี้ยว        | 5       | 4.988  |  |
| 3.  | Nong Tao  | หนองเต่า        | 10      | 6.922  |  |
| 4.  | Khao Din  | เขาดิน          | 12      | 7.149  |  |
| 5.  | Hua Dong  | หัวดง           | 12      | 9.798  |  |